# Stemma di Reggio Emilia
Lo stemma della Città di Reggio nell'Emilia è uno scudo sannitico di color argento con una croce rossa accantonata dalle lettere SPQR, lo scudo è timbrato da una corona di città.

## Blasonatura
La descrizione dello stemma è così riportata nello statuto comunale:

## Gonfalone
La descrizione del gonfalone è così riportata nello statuto comunale:
Il gonfalone è decorato dalla Medaglia d'oro al valor militare del 1º aprile 1950.